# La Mer calme
La Mer calme est un tableau de Gustave Courbet datant de 1869. Réalisée à l'huile sur toile, cette  marine représente une plage de la côte normande s'étendant devant la Manche. L’océan est à marée basse et deux petits bateaux sont laissés sur le rivage. Le tableau fait partie de la collection du Metropolitan Museum of Art, à New York.